# タンブラーグラス

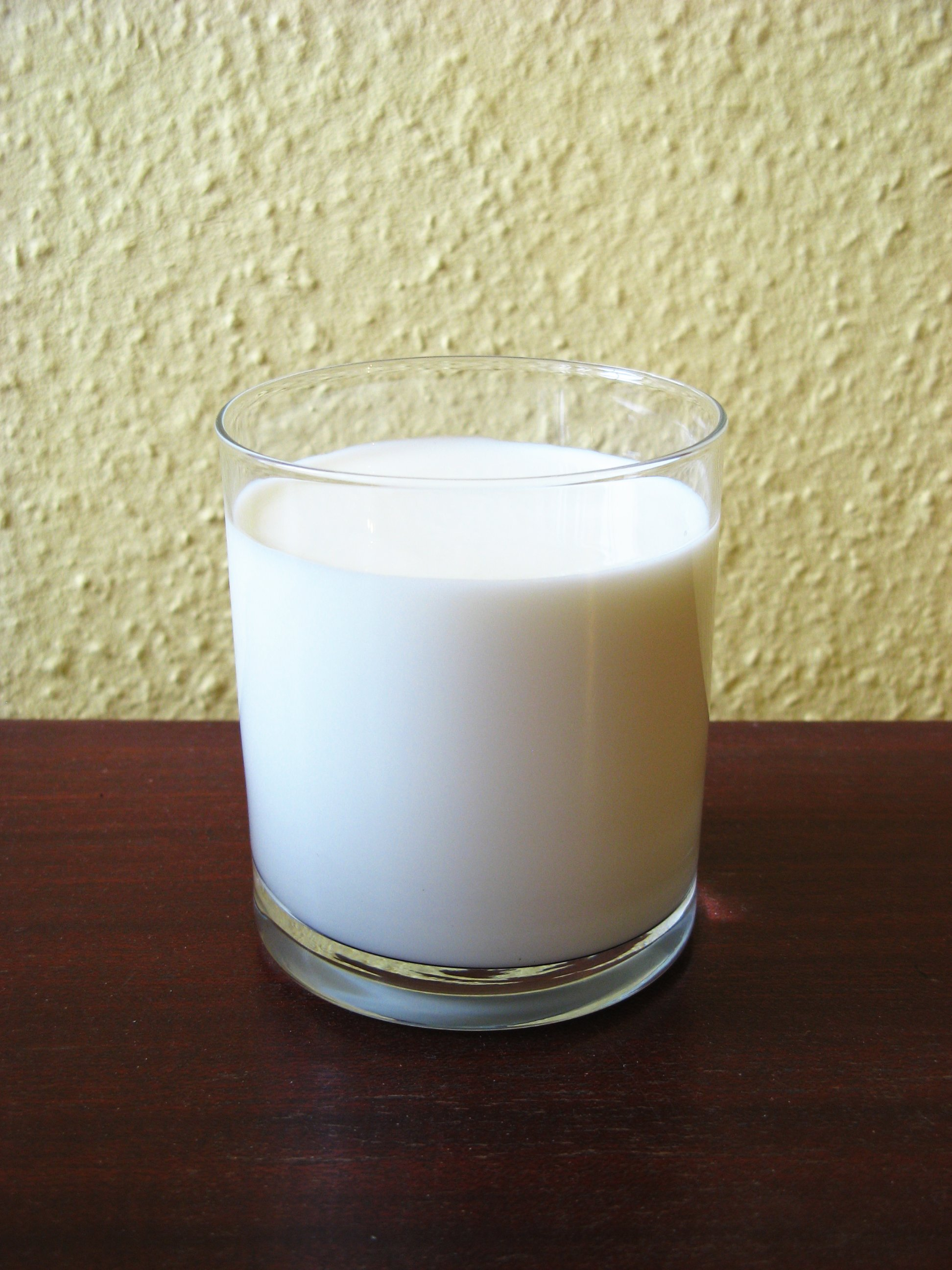
牛乳を注いだタンブラー

タンブラーグラス（英: tumbler）は、シリンダー形のグラスで、通常、コップ（ガラスコップ）と呼ばれているもの。

## 概要
「倒れるもの、転ぶもの」を語源としているが、その理由は本来、この言葉が獣の角で作られた器などを指していたからである。ハイボールグラス（Highball glass）とも呼ばれ、ハイボールやソフトドリンク、ロングドリンク（ロングカクテル）を飲むのに用いられる。
容量はかなり幅があり、180ミリリットル（6オンス）から300ミリリットル（10オンス）といったところ。一般的にカクテルで出されるタンブラーグラスは、8オンスタンブラーと呼ばれる240ミリリットルのものである。また、国際バーテンダー協会では10オンス（300ミリリットル）を標準としている。ホテルなど飲食業界では容量に合わせ、「○タン（○には数字が入る。例8タン（読・はちたん））」と略して呼称されているようである。
一層構造と二層構造のタイプがあり、それぞれ保温できる時間が異なる。
なお、レストランなどで単に「タンブラー」というときは水用のものを指す。